# العالم الحر
العالم الحر  هو مصطلح من حقبة الحرب الباردة يشير إلى الدول غير الشيوعية في العالم. وتشمل بلدان العالم الحر دولاً مثل الولايات المتحدة، المملكة المتحدة، إيطاليا، فرنسا، كندا، ألمانيا الغربية، أستراليا، والبلدان التي تنتمي إلى منظمات مثل الاتحاد الأوروبي ومنظمة حلف شمال الأطلسي. يشمل «العالم الحر» دول الكومنولث واليابان وإسرائيل والهند وكوريا الجنوبية.
أدرجت الدول السلطوية والديكتاتورية أيضا في «العالم الحر»، شريطة أن تكون رأسمالية ومناهضة للشيوعية. ومن الأمثلة البارزة إسبانيا تحت حكم فرانسيسكو فرانكو، جنوب أفريقيا خلال حقبة الفصل العنصري، واليونان تحت حكم المجلس العسكري.